# Ailier (rugby à XIII)
Pour les articles homonymes, voir Ailier.
Ne doit pas être confondu avec Ailier (rugby à sept) ou Ailier (rugby à XV).
Ailier ou trois-quarts aile (en anglais : winger ou wing three-quarters) est un poste de rugby à XIII. On trouve deux ailiers dans une équipe et les titulaires portent généralement les numéros 5 et 2 (ailiers gauche et droit). Ces deux joueurs constituent la ligne arrière des trois-quarts avec les deux trois-quarts centres.
| \| \| 8 Pilier \| \| 9 Talonneur \| \| 10 Pilier \| \| \| \| \| \| 11 Deuxième ligne \| \| 12 Deuxième ligne \| \| \| \| \| \| \| \| 13 Troisième ligne \| \| \| \| \| \| \| \| \| \| \| \| \| \| \| \| \| \| 7 Demi de mêlée \| \| \| \| \| \| \| \| \| \| 6 Demi d'ouverture \| \| \| \| \| \| \| 4 Centre gauche \| \| 3 Centre droit \| \| \| \| \| \| 5 Ailier gauche \| \| \| \| 2 Ailier droit \| \| \| \| \| \| \| 1 Arrière \| \| \| \| \| |                 |                   |                    |                    |                |  |  |
| | 8 Pilier        |                   | 9 Talonneur        |                    | 10 Pilier      |  |  |
| |                 | 11 Deuxième ligne |                    | 12 Deuxième ligne  |                |  |  |
| |                 |                   | 13 Troisième ligne |                    |                |  |  |
| |                 |                   |                    |                    |                |  |  |
| |                 |                   | 7 Demi de mêlée    |                    |                |  |  |
| |                 |                   |                    | 6 Demi d'ouverture |                |  |  |
| |                 | 4 Centre gauche   |                    | 3 Centre droit     |                |  |  |
| | 5 Ailier gauche |                   |                    |                    | 2 Ailier droit |  |  |
| |                 |                   | 1 Arrière          |                    |                |  |  |

## Description du poste
Un auteur les qualifie de véritables « bolides » de l'équipe : ce sont des joueurs non seulement rapides, mais aussi de bons plaqueurs, capables de rattraper les ballons dans les situations les plus hasardeuses.
Les ailiers se situent au bout de la ligne d'attaque. Leur rôle offensif principal est de conclure l'action amorcée par les trois-quarts. Ce sont donc des finisseurs et en général, les meilleurs marqueurs d'essais d'une équipe. Les ailiers sont souvent les joueurs les plus rapides de leur équipe. En effet, à ce poste, la vitesse est primordiale car elle doit leur permettre de s'infiltrer dans l'espace non occupé pour aller marquer un essai, certains ailiers sont même capables de courir le 100 m en moins de 11 secondes. En phase offensive, ils ne doivent pas forcément se cantonner à leur aile et peuvent aller de l'autre côté afin de créer des surnombres pour passer la défense. S'ils sont surtout réputés pour leurs essais marqués, ils doivent être de bons défenseurs et plaqueurs pour défendre sur leur vis-à-vis mais aussi empêcher les touches (dans la mesure du possible) qui permettent à l'adversaire d'occuper le terrain.

## Joueurs emblématiques
Voici une liste de joueurs non exhaustive de joueurs ayant marqué ou marquant leur poste, selon les médias ou la littérature treiziste :
- Tom Briscoe [2]
- Jamie Ainscough